# ザ・ルーツ
ザ・ルーツ（The Roots）は、アメリカのヒップホップグループ。別名は、The Legendary Roots Crew、The Fifth Dynasty、The Square Roots、The Foundation。
ドラムのクエストラブとトップレベルのブラック・ソートを中心に結成されたこのバンドは、生音ヒップホップバンド代表と謳われている。
なお、名前の由来はアレックス・ヘイリー原作の小説『ルーツ』を基にした1977年制作のアメリカ合衆国のテレビドラマ（ミニシリーズ）から来ている。

## メンバー
- ブラック・ソート (Black Thought) - MC
- クエストラブ (Questlove) - ドラム
- マーク・ケリー (Mark Kelley) - ベース
- キャメル・クレイ (Kamal Gray) - エレクトロニック・キーボード
- キャプテン・カーク (Captain Kirk Douglas) - ギター
- デイモン・ブライソ (Damon "Tuba Gooding Jr." Bryson) - スーザフォン

## ディスコグラフィ
- Organix （1993年）
- Do You Want More?!!!??! （1995年）
- Illadelph Halflife （1996年）
- 『シングズ・フォール・アパート』 - Things Fall Apart （1999年）
- 『ザ・ルーツ・カム・アライヴ』 - The Roots Come Alive （1999年）
- Phrenology （2002年）
- The Tipping Point （2004年）
- Game Theory （2006年）
- Rising Down （2008年）
- How I Got Over （2010年）
- Wake Up! （2010年）※ジョン・レジェンドとの競演
- Undun （2011年）
- …And Then You Shoot Your Cousin（2014年）